# Иглесиас Кастро, Рафаэль
Рафаэль Ансельмо Хосе Иглесиас Кастро (исп. Rafael Anselmo José Yglesias Castro, 18 апреля 1861, Сан-Хосе — 10 апреля 1924, Сан-Хосе) — коста-риканский государственный деятель, президент Коста-Рики (1894—1902).

## Биография
Родился в семье Деметрио Иглесиаса Льоренте и Эудохии Кастро Фернандес, отец которой Хосе Мария Кастро также был президентом — «Основателем Республики» (1847—1849 и 1866—1868). В молодости обучался и путешествовал по США и Европе. Получил степень бакалавра в области естественных наук и литературы, после чего начал обучение на юридическом факультете в университете Санто-Томаса, но не смог завершить учебу из-за материальных трудностей своих родителей. В итоге занялся бизнесом,  основал компанию под названием Molino Victoria Company, но не добился успеха на этом поприще.
Его первой женой была Роза Бануэт Росс, брак был заключен в Картаго. От этого брака родились две девочки: Берта и Роза (официальные данные об этом браке были уничтожены в результате землетрясения в Картаго в 1910 году). В это время Иглесиас служил военным министром (1890—1894). Супруги вскоре развелись из-за конфликта между их семьями, и Иглесиас женился на Мануэле Петрониле де ла Тринидад Родригес Альварадо, дочери президента Хосе Хоакина Родригеса Селедона (1890—1894). Она была далека от политики и не разделяла энтузиазма мужа по поводу политической карьеры. Брак оказался счастливым, Мануэла родила мужу одиннадцать детей — Мигеля, Эдуардо, Луизу, Эудохию, Бернардо Рафаэля, Маргариту, Марию, Мануэля, Хосе Марию и Рафаэля.
Начал участвовать в политической жизни в возрасте 19 лет, поддерживая кандидатуры Хосе Хоакина Родригеса Зеледона, Круса Альварадо и Хулиана Волио Льоренте в качестве депутатов от оппозиции на выборах в Учредительное собрание, созванное президентом Томасом Гуардией Гутьерресом. В 1881 году его обвинили в участии в заговоре против президента, за что он был отправлен в ссылку в район Таламанки, вернувшись в 1882 году после смерти Гуардии.
В 1889 году он был одним из главных активистов Конституционно-демократической партии, которая выдвинула на пост президента кандидатуру Хосе Хоакина Родригеса. На этих выборах он был избран депутатом от провинции Алахуэла, а с 1890 по 1894 год занимал пост военного и морского министра, а в 1893 году — одновременно пост министра финансов и торговли.

### Президентство
В 1894 году, в возрасте 33 лет, большинством в 23 000 голосов он был избран президентом, и его избрание было отмечено самой большой явкой избирателей, фиксировавшейся на выборах в Коста-Рике по сей день. После избрания совершил официальные визиты в Париж и Лондон. У него была аудиенция с королевой Викторией, которую он очень уважал. Будучи впечатленным технологическими достижениями, которые он увидел в Европе, вернувшись на родину, он решил модернизировать Коста-Рику.
В качестве президента отличался неутомимой энергией и решительностью, его правление можно охарактеризовать как мост между старым миром и новым. Началось строительство железной дороги до Тихого океана, пущен первый электрический трамвай, было завершено строительство национального театра, президент присутствовал на его открытии оперой «Фауст», поставленной французской труппой под руководством Фредерика Обри. Установил коста-риканский колон как национальную единицу валюты и ввел в стране золотой стандарт. Также выступил инициатором строительства прибрежного города Пуэрто-Лимон.
Он курировал строительство дорог для электрического трамвая и электрифицировал город Эредиа и провел образовательные реформы, в рамках которые создание школьных учебников местными учеными. Твердо веря в общественное образование, он основал школу искусств (Национальная школа изящных искусств) в 1897 году. Опередил свое время с точки зрения охраны окружающей среды и был первым президентом, который отправил научную экспедицию на остров Кокос. Узнав о природных богатствах острова, президент закрыл исправительную колонию, которая там существовала, и объявил остров заповедником. В области здравоохранения создал систему неотложной медицинской помощи в провинциях. В 1895 году Конгресс одобрил меры по созданию совета по медицине, хирургии и фармации, состоявшего из всех врачей, хирургов и фармацевтов, которые были сертифицированы на национальном уровне. В 1902 году он основал фармацевтический колледж.
В 1898 году ухудшились отношения с Никарагуа, что почти привело к вооруженному конфликту. При посредничестве США и Гватемалы был подписан договор Pacheco-Matus, который установил границу между двумя странами. Аналогичное решение с Колумбией под арбитражем президента Франции Эмиля Лубе оказалось менее удачным, поскольку не удовлетворило ни одну из сторон.
Попытался внести поправки в Конституцию, чтобы иметь возможность избраться на третий срок, но потерпел неудачу. Его политические соперники поддержали кандидатуру генерала Бернардо Сото Альфаро, в противовес им он поддержал Ассенсьона Эскивеля, который и был избран. Вновь баллотировался на пост президента в 1909 и 1913 годах, но успеха не добился.

### Поздние годы
До своей смерти оставался в политике, в 1917 году входил в состав редакционной комиссии, разработавшей новую Конституцию страны. и в 1919 году был назначен полномочным послом в Гватемале. После переворота, который привел к власти генерала Федерико Тиноко Гранадоса, посвятил себя представлению свергнутого президента Альфредо Гонсалеса Флореса в нескольких международных миссиях. После падения диктатуры он решил отойти от политики, отвергнув предложения баллотироваться на пост главы государства в 1919 и 1924 годах.
Также администратором Тихоокеанской железной дороги. Занимался бизнесом, в основном деревообработкой .
Похоронен на Главном кладбище Сан-Хосе.